# Вильчек, Иоганн Непомук
Граф Иоганн Непомук (Ганс Йозеф) Вильчек (нем. Johann Nepomuk Wilczek; 7 декабря 1837, Вена, Австрийская империя — 27 января 1922, Вена, Австрия) — австро-венгерский аристократ польского происхождения, меценат, коллекционер, путешественник, полярный исследователь. Один из богатейших землевладельцев Австрии.

## Биография
В молодости изучал естественные науки, археологию и историю искусств.

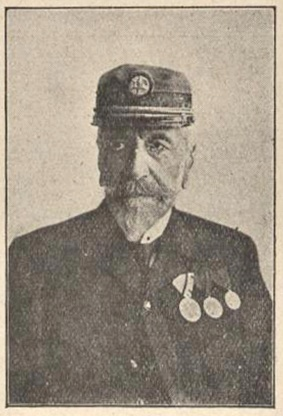
Граф И. Вильчек в форме австрийских спасателей. 1915

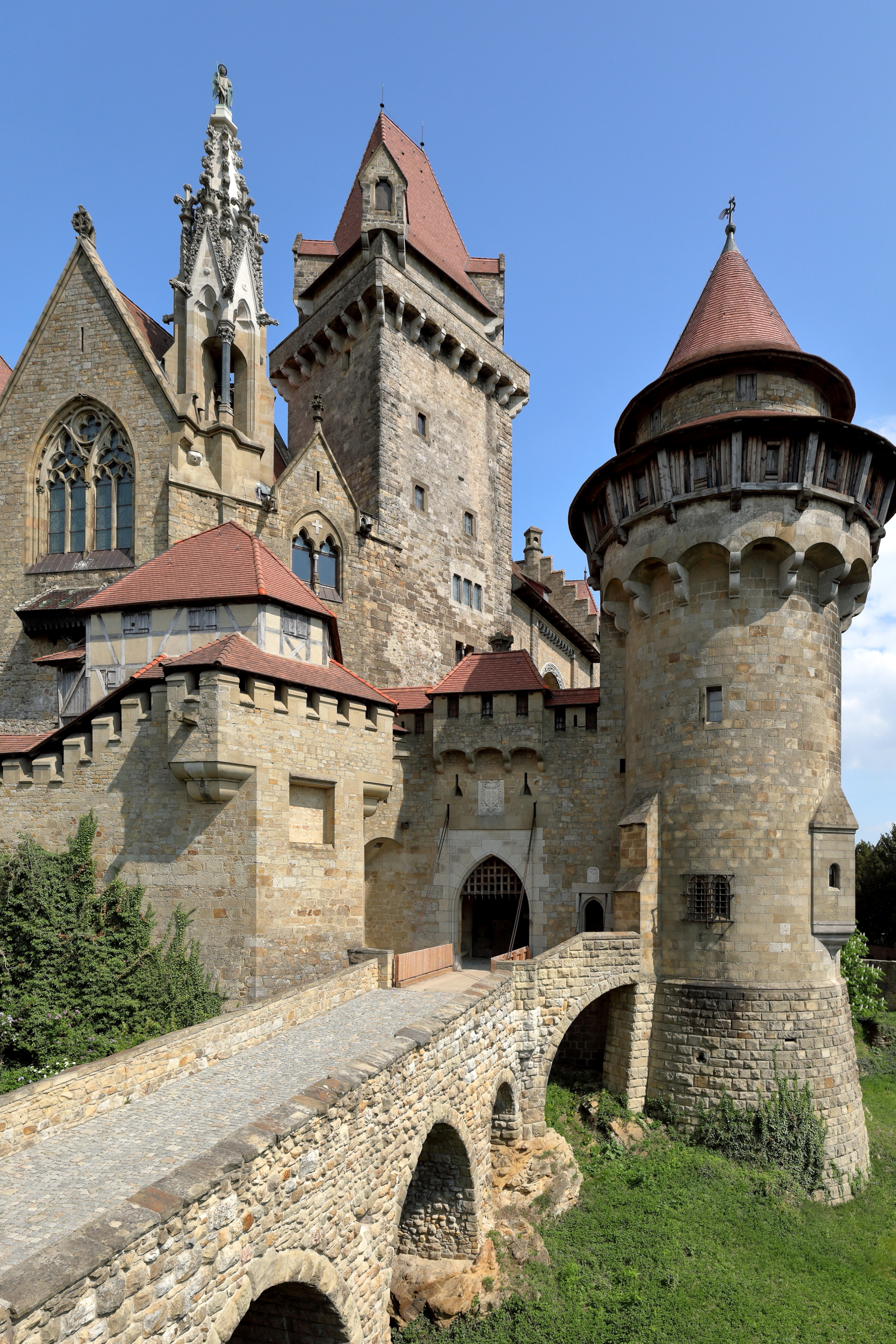
Замок-музей Кройцштайн

В юности часто путешествовал. В 1863 году побывал в России, в том числе, в Крыму и на Кавказе. В 1866 году добровольцем участвовал в австро-прусской войне.
В 1868—1870 годах путешествовал по Африке.
Выделял средства на поиски Северного морского пути. В 1872 г. почти исключительно на свои средства снарядил Австро-Венгерскую полярную экспедицию в Северный Ледовитый океан под руководством Юлиуса Пайера и Карла Вейпрехта. Именно эта экспедиция в 1873 году обнаружила Землю Франца-Иосифа и назвала её в честь австрийского императора. Вместе с адмиралом Максимилианом Даублебски фон Штернеком побывал на Новой Земле, участвуя в полярной экспедиции Прайера-Вейпрехта.
Сам граф Вильчек возглавил экспедицию в Баренцево море. Одной из целей экспедиции было создание резерва продовольствия на складах для полярной экспедиции Прайера-Вейпрехта.
Начиная с 1875 года, граф Вильчек занимал пост президента Австрийского географического общества, содействовал устройству метеорологических полярных станций. Австрийская метеостанция на острове Ян-Майен была полностью построена и оборудована в 1882 году на его деньги.
Граф И. Вильчек был основателем Венского общества любителей искусства (Gesellschaft der Wiener Kunstfreunde). По его заказу был восстановлен Замок Кройценштайн близ Вены, где ныне существует музей, в котором демонстрируется его обширная коллекция произведений искусства. Позднее граф за свой счёт восстановил замок Моосхам, который превратил в родовую резиденцию.
Был членом правления Венского музея военной истории, которому передал часть своей коллекции.
С 1861 по 1918 год был членом верхней Палаты господ Рейхсрата Австро-Венгрии.

## Память
- В честь графа названа Земля Вильчека — второй по размерам остров архипелага Земля Франца-Иосифа в Северном Ледовитом океане, Приморский район Архангельской области России
- Остров Вильчека там же, к югу от острова Земля Вильчека.
- На о. Ян-Майен его именем названа Долина Вильчека (Wilczekdalen).
- Почётный гражданин Вены.
- В честь дочери графа назван астероид (222) Люция, открытый 9 февраля 1882 года австрийским астрономом Иоганном Пализой в Венской обсерватории